# Mary Etheldred Pulling

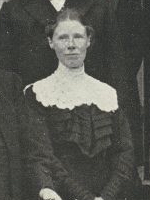
Mary Etheldred Pulling (1904)

Mary Etheldred Pulling (* 26. Juli 1871 in Belchamp St Paul der Grafschaft Essex, England; † 24. März 1951 in Te Awamutu, Waipa District, Region Waikato, Neuseeland) war eine neuseeländische Schuldirektorin, Schriftstellerin und Anachoretin. Sie war Gründungsdirektorin der Diocesan High School for Girls in Auckland.

## Frühes Leben
Mary Etheldred Pulling wurde am 26. Juli 1871 als Tochter der Eheleute Elizabeth Mary Hodgson und James Pulling in Belchamp St Paul der Grafschaft Essex geboren und unter dem Namen Mary Etheldreda getauft. Ihr Vater war Gemeindepfarrer in dem Ort und Lehrer am Corpus Christi College in Cambridge.
Pulling besuchte nacheinander das Internat Truro High School für Mädchen in Truro, Cornwall, das Internat Cheltenham Ladies’ College in Cheltenham der Grafschaft Gloucestershire und zuletzt die University of London. Nachdem sie 1892 ihr Studium in englischer Literatur, Klassik und Geisteswissenschaften mit einem erstklassigen Abschluss beendet hatte, ging sie als Lehrerin zurück an das Cheltenham Ladies’ College und danach an die Lincoln High School for Girls. Anschließend bildete sie Lehrer am St. Gabriel’s College in Kensington und am St. Mary’s College in Paddington, beide in London, aus. Sie studierte Verwaltungsmethoden für die Leitung englischer Mädchenschulen, erhielt eine Ausbildung in Stickerei und hatte ein lebenslanges Interesse an Design, Zeichnen und Architektur.

## Neuseeland
1904 erhielt Pulling eine Einladung von Moore Richard Neligan, dem anglikanischen Bischof von Auckland, nach Neuseeland zu kommen, um dort mit ihm eine kirchliche Schule für Mädchen zu gründen. Sie nahm die Einladung an und reiste noch im selben Jahr mit ihrer Assistentin Beatrice Ward nach Auckland. Kurz nach ihrer Ankunft im Mai 1904 wurde die Schule mit 25 Schülerinnen eröffnet. Ihr Ziel war, die Schule so zu entwickeln, dass sie den besten staatlichen Schulen gleichgestellt war, ohne aber deren weltliche Grundlagen zu kopieren. Als der Schulrat Edwin Mitchelson plante, die Schule nach englischem Vorbild zu entwickeln, bestand sie darauf, dass die Schule, die den Namen Auckland Diocesan School erhalten hatte, die Traditionen und Ideale von Auckland in seiner besten Form verkörpern sollte. Die Schule war ursprünglich mit zwei Klassenzimmern in einem imposanten Wohnhaus im Stadtteil Epsom untergebracht, expandierte aber trotz einer wackeligen Finanzierung beim Start unter ihrer Leitung erheblich. Ein Jahr nach dem Start wurden Internatsschüler aufgenommen und im Jahr 1909 trafen sich die ersten Absolventinnen zu einer Konferenz in der Schule.
Pulling war mit ihrer zurückhaltenden Art und ihrem sanften Humor sowie ihrem akkuraten Aussehen stets ein Vorbild für die Schülerinnen ihrer Schule. Sie schrieb Theaterstücke für die Schule, verfasste ein dreiteiliges Werk über den christlichen Glauben und die Sakramente, schrieb ein Buch über Meditationen zur Fastenzeit, einen Kommentar über die Jungfrauengeburt und verfasste ein Handbuch für Kommunikanten. Als sie 1926 mit 55 Jahren in den Ruhestand ging, hinterließ sie eine auf solider Grundlage arbeitende Schule mit einer wachsenden Schülerzahl und einem hohen akademischen Ansehen.
Ab 1930 lebte sie als eine Art Einsiedlerin in Cambridge, Neuseeland, widmete ihre Zeit dem Fürbittengebet und der geistlichen Beratung für diejenigen, die dies wünschten. Sie litt zunehmend an zerebraler Arteriosklerose und verstarb am 24. März 1951 im Tokanui Hospital in Te Awamutu.

## Werke
- 1925 – Mary Etheldred Pulling: The school of the joyous mount: a drama of education. Hrsg.: Sheldon Press. London 1928 (englisch, Eine Adaption von Dantes Göttlicher Komödie, die Dantes Ansichten zur Bildung hervorhebt.).
- 1928 – Mary Etheldred Pulling: The Most Gentle Lady. Hrsg.: Society for Promoting Christian Knowledge. London 1928 (englisch, Die Geschichte der Jungfrau Maria von ihrem 15. Lebensjahr bis zur Geburt Jesu.).